# Waniss Taïbi
Pour les articles homonymes, voir Taibi.
Waniss Taïbi, né le 7 mars 2002 à Limoges en France, est un footballeur français qui évolue au poste de milieu central au Hanovre 96.

## Biographie

### En club
Né à Limoges en France d'une famille originaire de Mostaganem en Algérie, Waniss Taïbi est formé par le Angers SCO. Le 20 juin 2019, il signe son premier contrat professionnel avec Angers, d'une durée de trois ans.
Taïbi joue son premier match en professionnel le jour de ses 19 ans, le 7 mars 2021, lors d'une rencontre de coupe de France face au Club franciscain. Il entre en jeu à la place d'Angelo Fulgini, et son équipe l'emporte par cinq buts à zéro. Il fait sa première apparition en Ligue 1 face au Stade rennais FC, le 17 avril 2021. Il entre en jeu à la place d'Antonin Bobichon ce jour-là, et son équipe s'incline sur le score de trois buts à zéro.
Le 24 août 2022, Taïbi prolonge son contrat avec Angers jusqu'en juin 2025,.
Le 4 juillet 2023, Waniss Taïbi signe au Rodez Aveyron Football jusqu'en juin 2025 là où il portera le numéro 10 laissé libre après le départ de Florian David.
Taïbi inscrit son premier but en professionnel avec Rodez, et contre son ancien club, le Angers SCO, lors d'une rencontre de championnat le 16 septembre 2023. Titulaire ce jour-là, il participe à la victoire de son équipe par quatre buts à un.

### En sélection
Waniss Taïbi est sélectionné avec l'équipe de France des moins de 17 ans afin de participer à la coupe du monde des moins de 17 ans en 2019. Il joue trois matchs dans cette compétition mais un seul comme titulaire. Les jeunes français sont battus en demi-finale par le Brésil (2-3) et remportent le match pour la troisième place contre les Pays-Bas (1-3),.
Avec l'équipe de France des moins de 18 ans, Waniss Taïbi compte un total de six matchs entre 2019 et 2020.

## Palmarès
France -17 ans
- Coupe du monde -17 ans :
  - 3e place : 2019